# خواجه‌عمری
خواجه عمری یا خواجه میری یک منطقه مسکونی در افغانستان است که‌ مرکز ولسوالی خواجه عمری، ولایت غزنی است.